# Gao Tingyu
Gao Tingyu (chiń. 高亭宇; pinyin Gāo Tíngyǔ; ur. 15 grudnia 1997) – chiński łyżwiarz szybki, złoty i brązowy medalista olimpijski, wicemistrz świata i złoty medalista zimowych igrzysk azjatyckich.
W 2016 roku zdobył srebrny medal mistrzostw świata juniorów w biegu drużynowym w Changchun. Również w 2016 roku zajął 24. miejsce w mistrzostwach świata w wieloboju sprinterskim w Seulu. Rok później wziął udział w mistrzostwach świata na dystansach w Gangneung i zajął 10. miejsce w biegu na 500 m. W tym samym roku zaprezentował się w zawodach łyżwiarskich podczas igrzysk azjatyckich w Sapporo – zdobył w nich złoty medal w biegu na 500 m i zajął 14. miejsce na dystansie 1000 m. 
W 2018 roku po raz pierwszy w karierze wystąpił na zimowych igrzyskach olimpijskich. Wystąpił w biegu na 500 m i zdobył w nim brązowy medal olimpijski.
Trzykrotnie został mistrzem Chińskiej Republiki Ludowej – w 2017 i dwukrotnie w 2018 roku.